# Coligay

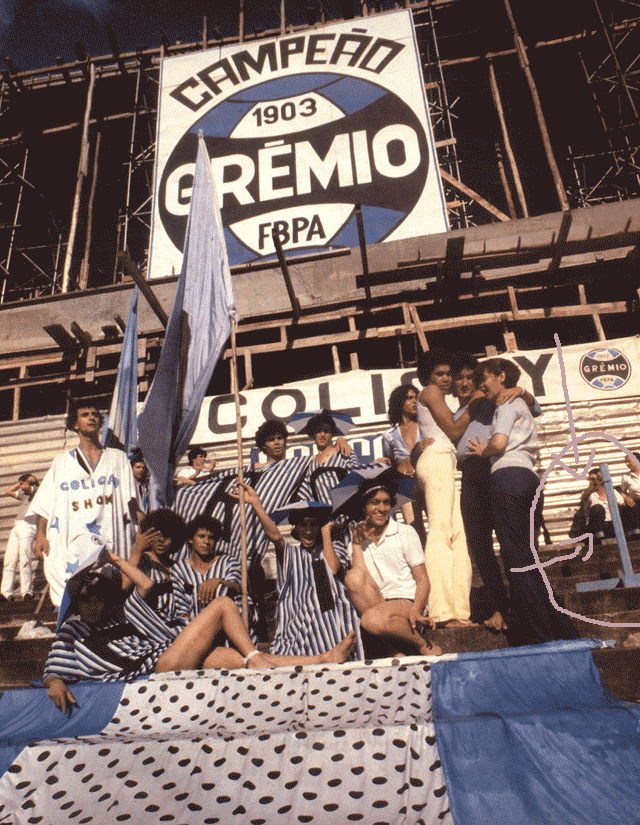
A Coligay, que existiu entre 1977 a 1983, foi a primeira torcida homossexual do Brasil. Na foto, torcedores no estádio Olímpico.

A Coligay foi uma torcida organizada do Grêmio que existiu entre 1977 a 1983. Criada por Valmor Santos, gerente da boate Coliseu, seu nome é uma mistura do nome da casa noturna com o termo "gay". Integrada somente por homossexuais, foi a primeira torcida do tipo no Brasil. A existência da Coligay coincidiu com um período de vitórias do Grêmio, iniciado pela conquista do Campeonato Gaúcho, que o clube não vencia desde 1968, e culminando na conquista do Mundial Interclubes de 1983.
Por sua existência durante a ditadura civil-militar, a Coligay encarou repressão por parte do Estado, como a vigilância da Delegacia de Costumes. Por conta da homofobia, a torcida contava com apoio de advogados para caso houvesse represália e treinava caratê para autodefesa. Houve apenas um incidente homofóbico registrado ao longo de sua existência.
Depois de décadas de apagamento, o legado da Coligay tem sido reapropriado pelo Grêmio e por seus torcedores a partir dos anos 2010. O museu do clube exibe um painel em homenagem à Coligay e a torcida Grêmio Antifascista leva faixa com o nome do histórico grupo à Arena. Além disso, o movimento de torcedores Tribuna 77 já afirmou entender a histórica torcida como "exemplo de reafirmação e de respeito quanto à diferença". Uma recriação da torcida foi cogitada em 2017, mas abandonada por conta de ameaças homofóbicas em redes sociais. Por fim, uma série de produções recentes, incluindo livros, matérias em jornais e trabalhos acadêmicos, tem sido realizada sobre a Coligay, ressaltando o seu pioneirismo e o enfrentamento ao machismo e à homofobia durante a ditadura civil-militar.
Em junho de 2024, foi confirmada a produção de uma série ficcional sobre a Coligay, a ser exibida no Canal Brasil.

## História
A Coligay surgiu a partir de uma iniciativa de Valmor Santos, proprietário da boate gay Coliseu, localizada em Porto Alegre. Santos, que se dizia "sempre torcedor doente do Grêmio" convidou os frequentadores da casa noturna para integrarem a nova torcida. Conforme o fundador, a ideia já era gestada há tempos:
A Coligay era uma ideia muito antiga, eu já pensava nisto há muito tempo. Eu sou gremista fanático desde que nasci e sempre tive vontade de organizar uma torcida. Achava que os torcedores do Grêmio eram muito parados, que não sabiam incentivar o time. Então, no início deste ano, quando eu senti o Grêmio realmente iria ser o campeão, decidi formar o grupo
O nome da torcida era uma contração do nome da boate com o termo "gay". Além de origem da torcida, a casa noturna funcionava como sua sede e local de guardar materiais.
O primeiro jogo com presença da Coligay foi Grêmio e Santa Cruz, em 10 de abril de 1977, no estádio Olímpico, em partida válida pelo Campeonato Gaúcho. Na época, há registro de apenas duas torcidas organizadas do Grêmio: Eurico Lara, oficial, a Força Azul, independente. De fato, eram raras torcidas desvinculadas de clubes em Porto Alegre.
A torcida realizava ensaios todos os sábados à tarde e, preparando-se para qualquer tipo de agressão possível - uma vez que sentiam-se ameaçados no ambiente do estádio, extremamente machista e homofóbico -, Volmar instruiu os integrantes a fazerem aulas da caratê para defesa pessoal.
A Coligay foi uma torcida fiel, que acompanhou o time do Grêmio por todo o interior do estado do Rio Grande do Sul. Os coliboys, como eram chamados, chegaram a alugar uma kombi para viagens ao interior. A atuação da torcida também era política, tendo em 1978 apoiado a reeleição do então presidente Hélio Dourado, além de participarem de campanha para a conclusão das obras do estádio Olímpico. Também participaram de eventos beneficentes de diversas naturezas Chegou a reunir por volta de cento e cinquenta integrantes, o que, para a época, é um número considerado alto.
A torcida acabou virando um amuleto do time: após grande jejum de títulos, justamente em 1977 o Grêmio voltou a ser campeão. A fama de pé quente foi tanta que até mesmo o presidente do Corinthians fez um convite para que os torcedores fossem à São Paulo para romper um jejum de títulos que já superava os vinte anos, arcando inclusive com os custos da viagem. E deu certo, naquela ocasião o clube ganhou o jogo e foi campeão do campeonato paulista.

Na década de 80, Volmar precisou voltar para Passo Fundo, sua terra natal, por motivos pessoais. Com a ausência do criador, a torcida foi perdendo força, até sua extinção em 1983.

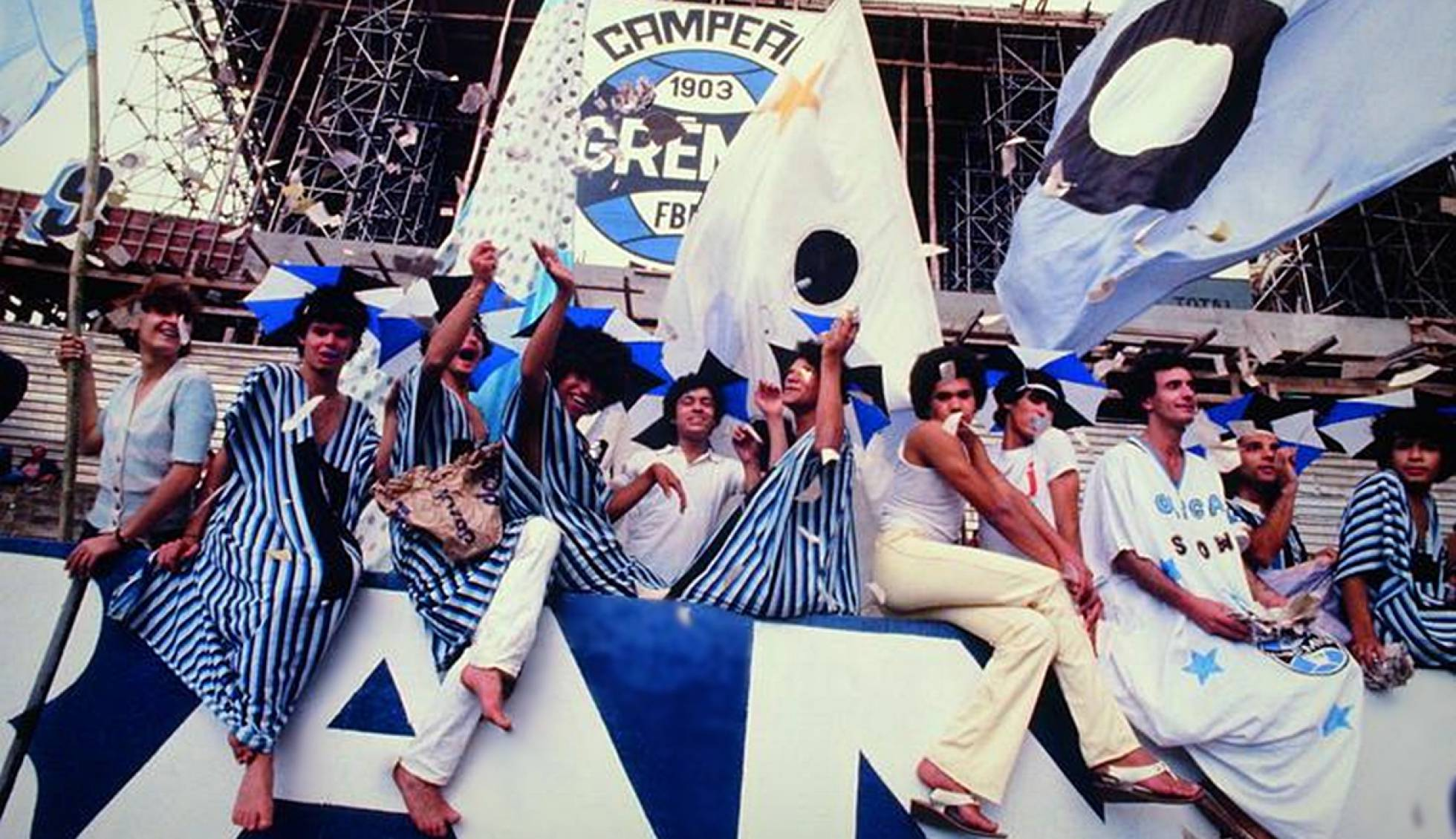
Surgida em plena ditadura civil-militar, a Coligay assumia posições de combate à homofobia.

## Hino
Composto pelo jornalista Hamilton Chaves, parceiro de Lupicínio Rodrigues em muitas canções, o hino era o seguinte:
"Nós somos da Coligay;
com o Grêmio eu sempre estarei.
É bola pra frente, campeão novamente.
É Grêmio, força e tradição.
Sou tricolor pra valer, pra vibrar e vencer,
para o que der e vier.
Nós, Coligay de pé-quente,
estaremos presentes onde o Grêmio estiver"

## Repercussão
A presença de uma torcida abertamente homossexual gerou reações de hostilidade entre os demais torcedores gremistas, dirigentes tricolores e torcedores adversários, ocasionando cenas constantes de agressões, na tentativa de intimidar e coibir as manifestações da Coligay, tanto em partidas no Olímpico, como nos demais estádios pelo país. Os próprios dirigentes do clube à época demonstravam um comportamento de complacência às reações homofóbicas, recusando-se a falar sobre o assunto, como por exemplo fez, o então presidente do Grêmio Hélio Dourado. A torcida, apesar de desejar o reconhecimento do clube, queria ser totalmente independente do clube. Afirmava que estavam ali para apoiar o time, não para ser dependentes dele.
Recém-criada, a Coligay foi noticiada na revista Placar. O jornalista da revista descreveu a torcida da seguinte maneira:
“Numa coisa a Coligay é inatacável: Um tanto quanto afastado das outras torcidas organizadas do clube — a Força Azul e a oficial Eurico Lara —, aquele grupinho de torcedores se despertou algum sentimento de quem observava à distância foi de surpresa: superava em animação as outras duas, batendo seus tambores e berrando o tempo todo em um jogo que o time levava fácil”.
“A cozinha foi reforçada, sob o comando do famoso percussionista Neri Caveira, chegando a abafar os tímidos repiques da Força Azul, eles passaram a levar faixas identificativas, a bailar — rebolando e levantando graciosamente o pezinho — e, quando uma bola raspava a trave defendida pelo goleiro do Grêmio, juntavam as palmas das mãos e soltavam agudos gritos de emoção”.
Sobre as agressões dos próprios gremistas, o vice-presidente Volmar Santos teria afirmado para a referida revista:
“O que eles não entendem é que antes de tudo somos gremistas, que vibramos de paixão pelo nosso clube. Toda essa turma que está aí já vinha ao estádio há muito tempo, e a única diferença é que agora estamos reunidos, torcendo numa boa, na nossa, entende?”
Entre comentários de desaprovações e indiferença, Jorge, o então presidente da Força Azul, teria dito: “É tudo Grêmio!”.
Sobre a recepção de outras torcidas, há relato que os próprios torcedores do Inter pediram para entrar na torcida gremista, mas que foram barrados justamente por serem colorados. A iniciativa também inspirou torcedores de outros clubes a criarem suas próprias torcidas LGBTs. Em 1979 é criada "Fla-gay", do Flamengo e a Fo-gay, do Botafogo.

## Legado da Coligay
A memória da Coligay sofreu um processo de apagamento ao longo das décadas. Na segunda metade dos anos 2010, em movimento impulsionado, entre outros fatores, pela publicação de livros e pesquisas acadêmicas sobre a Coligay e pela maior participação de sujeitos LGBT no futebol, a torcida começou a ser reapropriada afirmativamente por parte da torcida do Grêmio. Em 2014, surgiu no Facebook a torcida Grêmio Queer, ao mesmo tempo que em que outras torcidas queer eram criadas no Brasil. Três anos depois, no Dia Internacional Contra a Homofobia, Bifobia e Transfobia, o Grêmio exibiu a mensagem "A diversidade nos fortalece" na parte de trás da camiseta dos atletas, em jogo contra o Fluminense. Um mês depois, o clube postou em suas redes sociais referentes ao Dia do Orgulho LGBT. Nenhuma das duas ações, contudo, citou a Coligay.
Uma faixa lembrando os quarenta anos da torcida foi levada à Arena do Grêmio pelo movimento Grêmio Antifascista, em 2017. No mesmo ano, houve um projeto de recriação da torcida, abandonado devido a ameaças homofóbicas nas redes sociais.
O movimento Tribuna 77, criado por torcedores do clube, também assume o legado da Coligay como posição contra a LGBTfobia, procurando recuperar a história da torcida, a qual é entendida como "exemplo de reafirmação e de respeito quanto à diferença". Uma homenagem à torcida também está presente num painel no Museu do Grêmio, que afirma que ela “encarou a ditadura e tomou para si o desafio de reerguer o moral do clube”.
Em 10 de abril de 2021, aniversário de quarenta e quatro anos do primeiro jogo com presença da Coligay, o Grêmio lembrou o legado da torcida na rede social Twitter.
Há, por outro lado, manifestações homofóbicas de torcidas rivais sobre a Coligay. Em 2009, em um jogo contra o Caracas, válido pelas quartas de final da Copa Libertadores, uma faixa em que se lia "Coligay" estava afixada na parte destinada à torcida da casa do alambrado do Estádio Olimpico de Caracas..